# Елисеев, Владимир Васильевич
Владимир Васильевич Елисеев — советский и российский ученый в области механики, профессор Ленинградского политехнического института (ныне Санкт-Петербургский политехнический университет им. Петра Великого).

## Биография
Родился и жил в Ленинграде.
Учился механике на кафедре «Механика и процессы управления», возглавляемой знаменитым профессором Анатолием Исааковичем Лурье. Именно благодаря ему, со слов самого Владимира Васильевича, он увидел ту красоту механики, которую потом старался открыть другим людям, и в своих научных трудах всегда стремился к переосмыслению и дальнейшему развитию наследия своего Учителя. Твёрдо веря в то, что механика — это наиболее гармоничная и плодотворная отрасль физико-математических наук, он щедро делился своей страстью к ней со студентами и аспирантами.
Профессор Владимир Васильевич Елисеев работал на преподавательских должностях в ЛПИ с 1978 года, а в должности профессора — с 1993 года. Его всегда отличал фундаментальный теоретический подход в научной работе и стремление популяризовать фундаментальную науку в преподавательской деятельности.
В его лекциях чётко и строго излагались самые сложные и современные вопросы механики деформируемого твёрдого тела и классической механики.
Предметом особого внимания профессора были аналитические технологии, которые он довел до высокого совершенства (cм. прим.) — смешанная индексированная и прямая тензорная форма записи, процедура асимптотического расщепления уравнений и лагранжев формализм. Он умел находить строгие аналитические решения практических задач, благодаря чему чисто вычислительная часть решения оказывалась элегантной и относительно простой.
Основные работы Елисеева В. В. связаны с современными проблемами теории упругости. Он создал новую теорию упругих стержней (1975—1990) на основе асимптотического расщепления трехмерной задачи для тонкого тела на одномерную и двумерные задачи. Аналогичные результаты получены им для тонкостенных стержней и пластин (1989—1997). Им найден новый вариант классической теории оболочек, отличающийся особой простотой и стройностью (1997).
Ему удалось разработать геометрически нелинейные уравнения в компактной тензорной форме, основанные на принципе виртуальной работы, применительно к материальным линиям и поверхностям. Доказав важные фундаментальные теоремы и найдя несколько новых решений конкретных задач, он способствовал тому, что линейная и нелинейная механика тонкостенных конструкций поднялась с уровня технических теорий до признанной ветви механики сплошной среды.
В механике трещин он предложил новую постановку задачи с независимым варьированием коэффициентов интенсивности напряжений (1996). Его яркое мышление и передовые методы анализа позволили ему получить новые результаты, связанные с композитами, магнито- и электроупругостью, взаимодействием жидкости и структуры, динамикой роторов, динамикой и устойчивостью аксиально движущихся материальных структур и многим другим (cм. прим.).
В начале 2000-х годов стали доступны вычисления на компьютерах, и Владимир Васильевич стал активно проводить численные расчёты по своим формулам в системе компьютерной математики. Его идеи и теоретические разработки, подкреплённые вычислениями, легли в основу нескольких диссертаций его аспирантов. Их совместные исследования были направлены на решение таких интересных проблем как:
- Асимптотическое расщепление в задаче о корректирующей катушке термоядерного реактора ITER, подверженной тепловым и механическим нагрузкам.
- Разработка концепции новой диагностической машины-автомата для проводов ЛЭП с механизмом обхода препятствий, а также всестороннее математическое моделирование её движений с выявлением допустимых режимов и работоспособных вариантов.
- Анализ напряженно-деформированного состояния конструкционных элементов в виде облицовки, накладок и пластин в условиях силовых и тепловых воздействий методом расщепления пространственной задачи с выделением сингулярностей.
- Разработка методов расчета деталей и узлов пневматического линемёта, позволяющих оптимизировать его параметры для повышения надежности и конкурентоспособности.
- Создание и применение математических моделей различной размерности для оценки вибрационного напряженно-деформированного состояния турбинной лопатки.

В разное время он создал и читал на физико-механическом факультете курсы лекций «Основы математической теории прочности», «Механика стержней», «Механика трещин и композитов», «Теория оболочек», «Теория магнитоупругости». Он считал важным приобщать первокурсников к их будущей профессии с самого начала обучения и поэтому с удовольствием читал курс «Введение в специальность» на первом семестре обучения.
С 2002 года на новой кафедре механико-машиностроительного факультета он вёл интенсивную учебную работу, читая свои курсы «Теория упругости», «Теория пластичности и ползучести», «Специальные главы математики и математической физики». В последние годы своей работы профессор В. В. Елисеев разработал новые учебные курсы «Механика тонкостенных конструкций», «Нелинейная механика деформируемого тела», «Механика связанных полей» и написал методические пособия «Механика тонкостенных конструкций. Теория стержней» и «Механика деформируемого твердого тела. Теория трещин и механика композиционных материалов».
Вот как характеризует В.В. Елисеева директор издательства Политехнического университета А.В. Иванов в своей статье: “Профессор Елисеев Владимир Васильевич, издавший у нас свой учебник «Механика упругих тел», своим взглядом на истинность научных школ и требовательностью потряс меня с первых же минут нашего знакомства. Человек, который мог увлекательно рассказывать не только о своей научной деятельности, но и обладавший широким кругозором, всегда поражает своими неординарными выводами”.

## Членство в организациях
Как авторитетный специалист в области механики деформируемого твёрдого тела Елисеев В. В. был избран (1994) членом-корреспондентом Международной академии наук, технологий и инжиниринга, а также членом-корреспондентом Академии технологической кибернетики Украины. Елисеев В. В. был членом специализированного Совета при СПбГПУ.

## Награды и звания
В 2009 году профессору Елисееву В. В. было присвоено звание «Заслуженный профессор Санкт-Петербургского государственного политехнического университета».

## Публикации
Елисеев В. В. — автор более 200 научных работ, среди которых 7 книг и статьи в Известиях АН СССР и РАН. Он подготовил 12 кандидатов наук и сотни инженеров.
Основные труды:
- Елисеев В. В. Одномерные и трехмерные модели в механике упругих стержней: дис. … док. физ.-мат. наук: 01.02.04. — Л., 1992. — 300 с.
- Елисеев В. В. Механика упругих тел. — СПб.: Изд-во СПбГПУ, 2003. — 336 с.
- Елисеев В. В. Механика деформируемого твердого тела. — СПб., 2006. — 231 с.
- Елисеев В. В., Зиновьева Т. В. Механика тонкостенных конструкций. Теория стержней: учеб. пособие. — СПб.: Изд-во Политехн. ун-та, 2008. — 95 с.
- Елисеев В. В., Орлов С. Г. Механика деформируемого твердого тела. Теория трещин и механика композиционных материалов: учеб. пособие. — СПб.: Изд-во Политехн. ун-та, 2008. — 73 с.
- Елисеев В. В., Зиновьева Т. В. Основы механики материалов: учебное пособие. — СПб.: Издательство «Лань», 2016. — 88 с.